# Lê Quang Định
Lê Quang Định (chữ Hán: 黎光定; 1759 - 1813), tự: Tri Chỉ (知止), hiệu: Tấn Trai (晉齋, hay Cấn Trai), Chỉ Sơn; là văn thần đầu đời Nguyễn, và là nhà thơ có tiếng trong nhóm Sơn Hội ở Gia Định và Bình Dương thi xã. Ông cùng Trịnh Hoài Đức (1765-1825) và Ngô Nhân Tịnh (1761-1813) được người đương thời xưng tụng là Gia Định tam gia của đất Gia Định xưa.

## Cuộc đời
Lê Quang Định là người làng Tiên Nộn, xã Phú Mậu, huyện Phú Vang, phủ Thừa Thiên (nay là xã Phú Mậu, thành phố Huế). Hiện còn nhà thờ họ Lê Quang tại quê nhà Tiên Nộn.
Thuở nhỏ, nhà nghèo, cha là một viên quan nhỏ mất sớm, nên ông phải theo anh vào làm ăn ở huyện Bình Dương, tỉnh Gia Định. Sau, ông theo học với Võ Trường Toản (?-1792), kết bạn với Ngô Nhân Tịnh, Trịnh Hoài Đức, rồi cùng nhau lập "Bình Dương thi xã". 
Vốn thông minh, hiếu học, Lê Quang Định được một thầy thuốc là Hoàng Đức Thành gả con gái và tận tình giúp đỡ.
Năm Mậu Thân (1788), khi chúa Nguyễn Phúc Ánh (1762-1820) đánh chiếm lại Gia Định và cho mở khoa thi, ông và Trịnh Hoài Đức trúng tuyển, được cử làm Hàn lâm viện chế cáo, giữ việc biên soạn sổ sách, rồi lần lượt trải chức Điền tuấn quan (trông coi việc khai khẩn), Đông cung thị giảng (dạy cho Nguyễn Phúc Cảnh), Hữu tham tri bộ Hình.
Năm 1802, Nguyễn Phúc Ánh lên ngôi, lấy niên hiệu là Gia Long, Lê Quang Định được giữ chức Thượng thư bộ Binh, rồi làm Chánh sứ để cùng với Lê Chính Lộ, Nguyễn Gia Cát sang nhà Thanh (Trung Quốc) cầu phong cho nhà vua.
Năm 1806, ông đảm nhận việc biên soạn Hoàng Việt nhất thống địa dư chí gồm 10 quyển, là bộ địa chí đầu tiên của nhà Nguyễn.
Năm 1810, ông giữ chức Thượng thư bộ Hộ kiêm coi Khâm Thiên Giám (tức đài quan sát thiên văn). Sau đó, ông còn lo việc kiểm tra dân số, lập sổ dinh điền và chia hạng ruộng đất.
Năm Gia Long thứ 12 (1813), Lê Quang Định mất vì bệnh, hưởng dương 53 tuổi  Về sau, ông được vua Tự Đức (ở ngôi: 1847-1883) đưa vào thờ ở miếu Trung hưng công thần tại kinh đô Huế.

## Tác phẩm
Lê Quang Định là nhà thơ có tiếng trong nhóm Bình Dương thi xã và nhóm Sơn Hội ở Gia Định.
Sáng tác của ông gồm:
- Hoa nguyên thi thảo (華元詩草): bằng chữ Hán, 1 quyển, gồm 74 bài, hầu hết là thơ đề vịnh, cảm hoài và thù tạc. Trong đó có một số bài sáng tác ở Việt Nam, còn phần lớn được viết lúc đi sứ sang Trung Quốc bằng đường thủy.
- Hoàng Việt nhất thống địa dư chí (皇越一統輿地志): gồm 10 quyển, chép đủ đường sá, sông núi, thổ sản, phong tục từ Lạng Sơn đến Hà Tiên...Bộ sách được triều Nguyễn đánh giá rất cao, đồng thời trở thành công cụ tra cứu chủ yếu cho các công trình địa chí tiếp theo...[4].
- Gia Định tam gia thi tập (嘉定三家詩集): gồm một số bài thơ, in chung với thơ của Trịnh Hoài Đức và Ngô Nhân Tịnh.

## Nhận xét
Lê Quang Định là người thông minh, cẩn thận, kín đáo, giản dị, nổi tiếng thơ văn, viết chữ đẹp và có tài về hội họa.
Sách Hỏi đáp lịch sử Việt Nam (Tập 3) viết:
Tài thơ của ông từng được các văn nhân mặc khách Việt Nam, Trung Quốc, Triều Tiên tán thưởng. Tài hội họa cùng nghệ thuật văn chương được thấy rõ qua thi phẩm Hoa nguyên thi thảo. Toàn tập chỉ có 9 bài tuyệt cú, còn bao nhiêu là thơ ngũ ngôn và thất ngôn luật (sở trường của ông). Tứ thơ trong thi tập hào sảng, phóng khoáng, bút pháp hồn hậu, giản phác, không dụng công để trau chuốt ngôn từ, nhưng thành tựu nghệ thuật rất trong sáng. Sở trường hội họa đã tạo thơ ông mang tính "thi trung hữu họa".
Tập thơ này đã được Lê Lương Thuận, Hàn lâm viện chế cáo đề tựa năm 1807 và phần lớn đều có lời bình của Ngô Thì Vị  và Nguyễn Du...

## Giới thiệu thơ
| Đề mỹ nhân dao lỗ đồ Thiên nhiên tú mị dĩ kham xan Dao lỗ giai nhân cánh khả quan. Dương liễu phong khinh yêu đới trụy, Phù dung sương đạm kiểm chi hàn. Vi hàm xuân muộn kiều vô lực, Bán lộ thu tình ảnh dục lan. Khước hận đan thanh thiên trước bút, Bất tương hoàn bội họa hồng nhan. | Dịch nghĩa: Đề bức tranh mỹ nhân bơi chèo Vẻ tốt đẹp thiên nhiên đã làm cho người ta thèm thuồng, có thể ăn được. Người đẹp bơi chèo lại càng thêm ưa mắt. Giải lưng thướt tha như làn gió nhẹ lướt nhành dương liễu, Phấn mặt mát lạnh như màu sương nhạt điểm hoa phù dung. Nét xuân sắc hơi buồn, dáng rất ẻo lả Làn thu ba nửa lộ, bóng như lờ mờ. Chỉ giận người thợ vẽ hạ bút còn thiên lệch, Không đem ngọa hoàn, ngọc bội mà vẽ cho người hồng nhan. |